# SC Borgfeld
SC Borgfeld is een Duitse sportvereniging uit de wijk Borgfeld van de stad Bremen. De club werd opgericht in 1892.

## Geschiedenis
Op 4 februari 1948 werd de sportvereniging TSV Borgfeld opgericht. Op 9 december 1981 scheidde de voetbalafdeling zich af en richtte onder de naam SC Borgfeld een zelfstandige club op. De voetballers speelden jarenlang in de lagere klassen van Bremen. In 2005 bereikte de club, na twee achtereenvolgende promoties, voor het eerst in haar bestaan de Landesliga Bremen, waar het in alle seizoenen vocht tegen degradatie. 
In het seizoen 2009/10 werd het team kortstondig door de vroegere Duitse international Frank Neubarth getraind. In 2018 debuteerde de club in de Bremen-Liga.

## Eindklasseringen vanaf 2002
| Seizoen | Competitie                | Niveau | Eindstand | DFB Pokal | Opmerking                                                                   |
| ------- | ------------------------- | ------ | --------- | --------- | --------------------------------------------------------------------------- |
| 2001/02 | 1. Kreisliga Bremen-Stadt | VIII   | 10        | --        |                                                                             |
| 2002/03 | 1. Kreisliga Bremen-Stadt | VIII   | 3         | --        |                                                                             |
| 2003/04 | 1. Kreisliga Bremen-Stadt | VIII   | 1         | --        |                                                                             |
| 2004/05 | Bezirksliga Bremen        | VII    | 2         | --        |                                                                             |
| 2005/06 | Landesliga Bremen         | VI     | 13        | --        |                                                                             |
| 2006/07 | Landesliga Bremen         | VI     | 12        | --        |                                                                             |
| 2007/08 | Landesliga Bremen         | VI     | 12        | --        |                                                                             |
| 2008/09 | Landesliga Bremen         | VI     | 14        | --        |                                                                             |
| 2009/10 | Landesliga Bremen         | VI     | 12        | --        |                                                                             |
| 2010/11 | Landesliga Bremen         | VI     | 13        | --        |                                                                             |
| 2011/12 | Bezirksliga Bremen        | VII    | 6         | --        |                                                                             |
| 2012/13 | Bezirksliga Bremen        | VII    | 5         | --        | halve finale Bremer Pokal > SG Aumund-Vegesack, 2-4                         |
| 2013/14 | Bezirksliga Bremen        | VII    | 1         | --        |                                                                             |
| 2014/15 | Landesliga Bremen         | VI     | 3         | --        |                                                                             |
| 2015/16 | Landesliga Bremen         | VI     | 7         | --        |                                                                             |
| 2016/17 | Landesliga Bremen         | VI     | 4         | --        |                                                                             |
| 2017/18 | Landesliga Bremen         | VI     | 1         | --        |                                                                             |
| 2018/19 | Bremen-Liga               | V      | 12        | --        |                                                                             |
| 2019/20 | Bremen-Liga               | V      | 8         | --        | competitie afgebroken i.v.m. coronapandemie                                 |
| 2020/21 | Bremen-Liga               | V      | --        | --        | Competitie afgebroken i.v.m. coronapandemie. Er wordt geen stand opgemaakt. |
| 2021/22 | Bremen-Liga               | V      | 18        | --        |                                                                             |
| 2022/23 | Landesliga Bremen         | VI     | 6         | --        |                                                                             |
| 2023/24 | Landesliga Bremen         | VI     | 4         |           |                                                                             |
| 2024/25 | Landesliga Bremen         | VI     | 7         |           |                                                                             |
| 2025/26 | Landesliga Bremen         | VI     | .         |           |                                                                             |

TuS Komet Arsten ·
SC Borgfeld ·
TuRa Bremen ·
TuRa Bremen-II ·
VfL 07 Bremen ·
FC Sparta Bremerhaven ·
ATS Buntentor ·
1. FC Burg ·
SG Finndorf ·
SV Grohn ·
TSV Grolland ·
FC Huchting ·
TuSpo Sürheide ·
TuS Schwachhausen ·
SC Vahr-Blockdiek ·
TSV Wulsdorf